# Раабе, Пауль
Па́уль Ра́абе (нем. Paul Raabe; 21 февраля 1927, Ольденбург — 5 июля 2013, Вольфенбюттель) — немецкий литературовед и библиотекарь. Первый составитель реестра значимых культурных объектов новых федеральных земель — Синей книги. По мнению газеты Frankfurter Allgemeine Zeitung являлся самым известным библиотекарем Германии. 

## Биография
Получив диплом в библиотекарском деле в Ольденбургской земельной библиотеке и отучившись на факультете германистики и истории в Гамбурге, Пауль Раабе возглавлял в 1958—1968 годах библиотеку Немецкого литературного архива в Марбурге. В 1968 году Раабе был назначен директором Библиотеки герцога Августа в Вольфенбюттеле. Благодаря его усилиям самая крупная в XVII веке библиотека Европы превратилась в современный, доступный и признанный на международном уровне учебный и научно-исследовательский центр по изучению Средневековья и раннего Нового времени. Постепенно развивающаяся библиотека превратилась в Вольфенбюттеле в настоящий библиотечный квартал.
В библиотечном деле в Вольфенбюттеле Раабе являлся наследником Готфрида Вильгельма Лейбница и Готхольда Эфраима Лессинга. В 1987 году Пауль Раабе удостоился звания почётного доктора Ягеллонского университета в Кракове и Брауншвейгского технического университета. В 1991 году Раббе стал почётным гражданином Вольфенбюттеля.
В 1992—2000 годах Раабе был директором Franckesche Stiftungen в Галле, состоял в совете Фонда «Веймарский классицизм» и кураторском совете «Веймар-99».
В феврале 1997 года Раабе получил звание почётного доктора Галле-Виттенбергского университета, 21 февраля 2002 года удостоился звания почётного гражданина города Галле. Раабе опубликовал многочисленные работы, посвящённые издательскому и библиотекарскому делу, литературе экспрессионизма, Просвещения и веймарского классицизма.
Раабе был женат на Мехтильде Раабе, дочери писателя Ганса Эгона Хольтхузена, отец четверых детей. Умер в Вольфенбюттеле от инсульта.